# وريد خصوي
الأوردة الخصوية (أو الأوردة المنوية): هي الأوردة التناسلية الخاصة بالذكور، وتقوم بنقل الدم المنزوع الأكسجين من الخصية المقابلة، إلى الوريد الأجوف السفلي أو أحد روافده. يعتبر هذا الوريد المقابل للوريد المبيضي في الإناث، والمقابل الوريدي للشريان الخصوي.
الوريد الخصوي هو وريد مزدوج وكل منهما يقوم بتغذية الخصية المقابلة:
- الوريد الخصوي الأيمن يرتبط مع الوريد الأجوف السفلي
- بينما يقوم الوريد الخصوي الأيسر بالارتباط مع الوريد الكلوي الأيسر بدلًا من الوريد الأجوف السفلي.

تنبثق هذه الأوردة من السطح الخلفي للخصية، وتستقبل روافد من البربخ؛ تقوم هذه الروافد بالاتحاد لتكوّن ضفيرة ملتفّة، تسمى الضفيرة المحلاقية، وتمثل هذه الضفيرة المكوّن الأكبر لكتلة الحبل المنوي؛ وهذه الأوعية التي تكون الضفيرة كثيرة، وتعبر على طول الحبل أمام الأسهر.
تقوم هذه الأوردة بالاتحاد أسفل الحلقة الأربية السطحية لتكوّن ثلاث أو أربع أوردة تعبر خلال القناة الأربية وتدخل البطن خلال الحلقة الأربية العميقة، وتتكثف لتكوّن وريدين والذين يصعدا على العضلة القطنية الكبيرة، خلف الصفاق، وعلى كلا جانبي الشريان المنوي الغائر.
تقوم هذه الأوردة بالاتحاد لتكون وريد واحد يقوم بالاتحاد مع الوريد الأجوف السفلي في الجزء الأيمن من الجسم (بزاوية حادة)، بينما يقوم بالاتحاد مع الوريد الكلوي الأيسر في الجزء الأيسر (بزاوية يمنى).
تعتبر الأوردة المنوية من الأوردة التي تحوي صمامات في داخلها.
الوريد المنوي الأيسر يعبر خلال القولون الحرقفي ويتعرض بذلك للضغط من محتويات هذا الجزء من القولون.

## الاعتلالات المرضية
بسبب أن الوريد الخصوي الأيسر يعبر للأعلى في مساره إلى الوريد الكلوي الأيسر قبل أن يفرغ محتواه، لذلك فهذا السبب يزيد قابلية الخصية اليسرى لحدوث القيلة الدوالية بسبب الجاذبية التي تؤثر على الدم في هذا الوريد. بالإضافة إلى ما سبق، فإن الوريد الكلوي الأيسر يمر بين الأبهر البطني والشريان المساريقي العلوي في طريقه إلى الوريد الأجوف السفلي، وهذا عادةً يسبب الضغط على الوريد من الحجم الزائد للشريان المساريقي العلوي.

## وصلات خارجية
- صور تشريحية:40:13-0103 في مركز داونستيت الطبي التابع لجامعة نيويورك - "الجدار البطني الخلفي: روافد الوريد الأجوف السفلي"

## صور إضافية

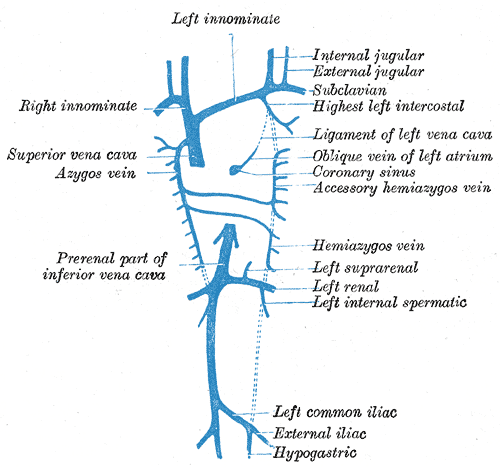
شكل توضيحي يظهر تطور الأوردة الجدارية.
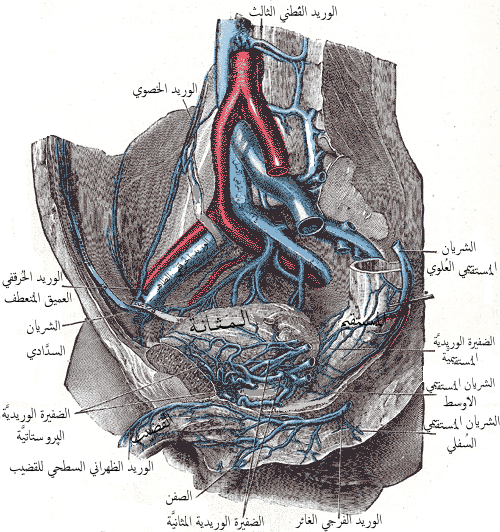
أوردة النصف الأيمن لحوض الذكر.
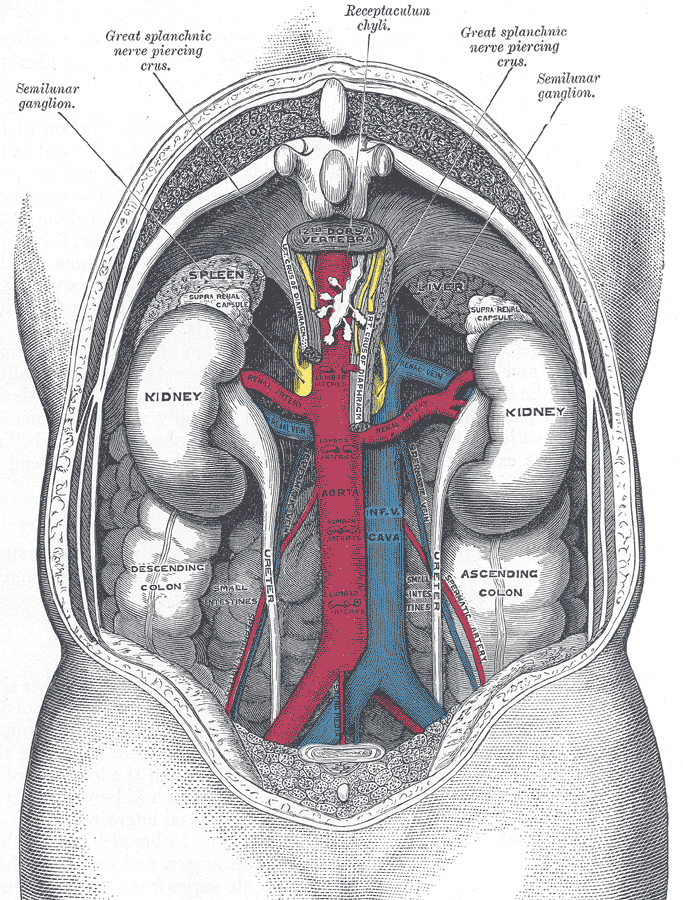
ارتباط الأحشاء والأوعية الكبيرة في البطن.

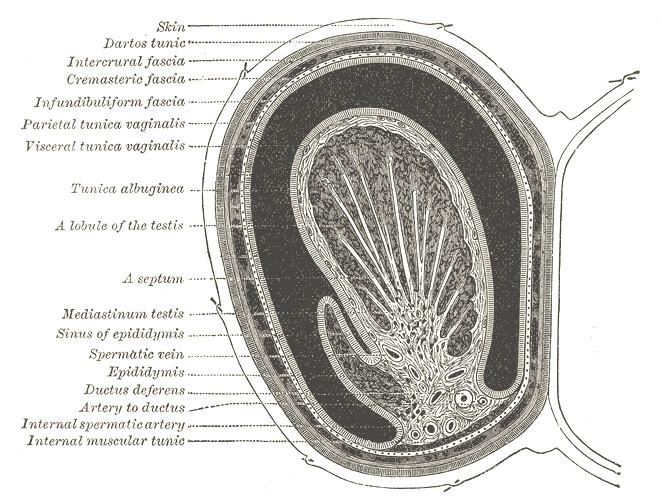
مقطع عرضي خلال الجانب الأيسر للصفن والخصية اليسرى.
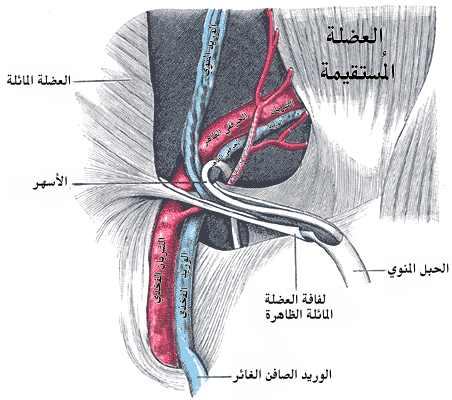
الحبل المنوي في القناة الأربية.